# Terpinylbutyrat
Terpinylbutyrat ist ein Terpenoidester, der sich von Terpineol und Buttersäure ableitet.

## Vorkommen
Terpinylbutyrat wurden in den ätherischen Ölen von Niaouli, Zypressen und Eucalyptus diversicolor nachgewiesen.

## Verwendung
Die Verbindung wird als Duftstoff verwendet, allerdings nur in geringen Mengen. Die weltweite Verwendungsmenge in diesem Bereich beträgt unter 100 Kilogramm pro Jahr. In der EU ist es unter der FL-Nummer 09.052 als Aromastoff für Lebensmittel allgemein zugelassen.